# The Sound of Heart
The sound of Your Heart (кор.: хангиль: 마음의 소리 ; також відомий як The Sound of Your heart, Sound of Heart, укр.: Звук твого серця) — південнокорейська серія вебтунів написана та проілюстрована Джо Соком . Мультфільм вперше був опублікований на інтернет-порталі Naver WEBTOON у 2006 році. У 2007 році вийшов перший друкований том, а в 2015 році «Звук твого серця» був адаптований до однойменного телесеріалу. Він був завершений у липні 2020.

## Виробництво
Джо Сок закінчив Університет Чонджу за спеціальністю відеокультурологія у 2002 році та хотів зацікавити мультфільмами тих, хто не був шанувальником графічних романів. Джо почав публікувати The Sound of Heart на Naver Webtoon у вересні 2006 року, і до 2014 року це був найдовший веб-мульт на платформі. 17 грудня 2015 року на Naver було опубліковано 1000-й епізод The Sound of Heart . З тих пір, як Джо почав публікувати свій веб-комікс на Naver, перегляди становили в середньому 5 мільйонів за оновлення, загалом понад 5 мільярдів переглядів.
Коли Джо одружився в 2014 році, у нього не було весільної церемонії чи весільної подорожі, тому що він не хотів, щоб розклад виходу оновлень переривався. У 2015 році Джо заробив близько ₩78 000 000 на місяць (приблизно ₩936 000 000 на рік).
Джо опублікував інші веб-комікси на Naver Webtoon під час показу The Sound of Heart, наприклад Jo's Area та Moon You . Sound of Heart завершився в липні 2020 року після 14 років. Джо сказав, що почувається «щасливим, що може відчути, що комікс закінчив». За час роботи мультфільм зібрав майже 7 мільярдів переглядів і 15 мільйонів коментарів. 500 епізодів було перекладено англійською мовою до моменту завершення The Sound of Heart.

## Персонажі

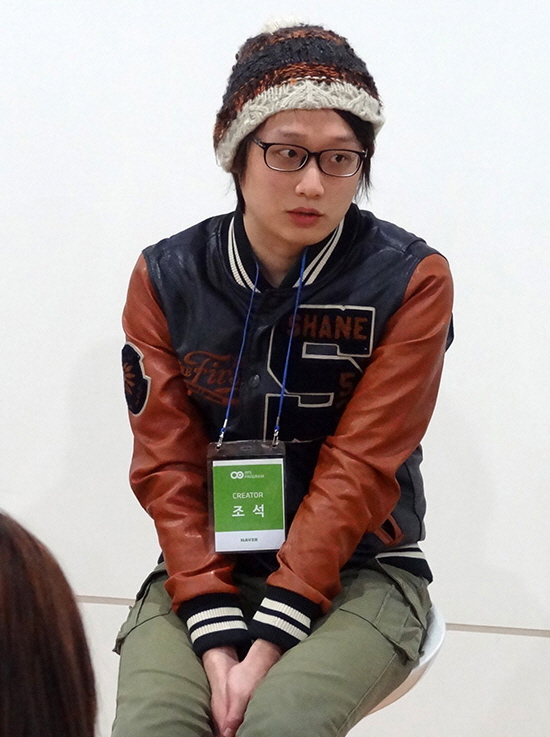
У The Sound of Heart головним героєм є автор Джо Сок.

У The Sound of Heart більшість персонажів засновані на людях із життя автора.

### Головні
- Джо Сок: сам автор у своєму коміксі.
- Чой Е-бонг: подруга Джо, а з червня 2014 року дружина.
- Джо Джун: брат Джо.
- Джо Чол-ван: батько Джо. Він був регбістом і власником курячого ресторану.
- Квон Чон-квон: мати Джо.
- Джо Юл Бонг: донька Джо та Ае Бонга.
- Чой Ко-бонг, молодший брат Ае-бонга . Інтернет-інструктор та поліцейський .

### Собаки
- Сенсація, собака Джо
- Хенгбонг, домашня собака Джо
- Сол і Теян, собаки, вирощені в будинку Ае-бон .
- Кобонгі, домашня собака Е-бонга

### Друзі Джо
- Кім Джунгу: генеральний редактор Naver Webtoon .
- Buwook, Квіткова людина.
- Сеулде (Сеульський національний університет корейською), старший брат Бувука .

## Інші медіа
7 листопада 2016 року авіакомпанія Air Seoul оголосила, що співпрацює з Naver Webtoon для створення відео про безпеку перед польотом . Персонажі з The Sound of Heart були представлені у відео разом із персонажами веб-мультфільмів, таких як Denma та Noblesse.

### Мультсеріал
20 вересня 2018 року на YouTube-каналі Naver WEBTOON вийшов перший анімаційний короткометражний серіал за мотивами The Sound of Heart.

### Телесеріал
KBS планувала серіал за участю The Sound of Heart з 2015 року. Лі Кван Су отримав роль Чо Сока, а Чон Со Міна — Чхве Е Бона. Серіал також підхопив Netflix і транслювався на обох каналах одночасно 24 лютого 2017 року.
Netflix запустив ще один серіал під назвою The Sound of Your Heart — Reboot, створений Kross Pictures. Цей серіал почав транслюватися в жовтні 2018 року і тривав два сезони. У цій адаптації Чо Сока зобразив Сон Хун, а Лі Ае Бон — Квон Юрі з Girls' Generation.

### Мобільна гра
Корейська компанія з виробництва мобільних ігор Neowiz Games створила адаптацію мобільної відеоігри The Sound of Heart, запущену в Google Play у квітні 2016 року. Комісія безкоштовна та включає деякі функції оплати за платні товари. Останнє оновлення від 24 квітня 2019 року, це рольова гра особистості.